# Tagliolo Monferrato
Tagliolo Monferrato est une commune italienne de la province d'Alexandrie, dans la région Piémont.

## Administration
| Période                                  | Période | Identité       | Étiquette | Qualité |
| ---------------------------------------- | ------- | -------------- | --------- | ------- |
|                                          |         | Franca Repetto |           |         |
| Les données manquantes sont à compléter. |         |                |           |         |

### Hameaux
Cherli, Grossi, Varo, Pessino, Caraffa, Mongiardino

### Communes limitrophes
Belforte Monferrato, Bosio, Casaleggio Boiro, Lerma, Ovada, Rossiglione, Silvano d'Orba